# 8386 Vanvinckenroye
8386 Vanvinckenroye este un asteroid din centura principală de asteroizi.

## Descriere
8386 Vanvinckenroye este un asteroid din centura principală de asteroizi. A fost descoperit pe 27 ianuarie 1993 la Caussols de Eric Walter Elst. El prezintă o orbită caracterizată de o semiaxă mare de 2,92 ua, o excentricitate de 0,05 și o înclinație de 1,6° în raport cu ecliptica.